# Posset
A posset (archaikusan poshote, poshotte) egy tradicionális brit forróital, melyet úgy készítettek, hogy a tej aludttejjé válását borral vagy ale-lel ("~él", egyfajta középbarna-sör) segítették elő, s a kapott eredményt fűszerezték, majd gyakran orvosságként fogyasztották. 
A XVI. század folyamán az ital egy cukor és citrus alapú krémmé, édességgé fejlődött, melyet ma is a syllabubhoz hasonlóan hideg desszertként fogyasztanak. 

## Rövid bemutatás

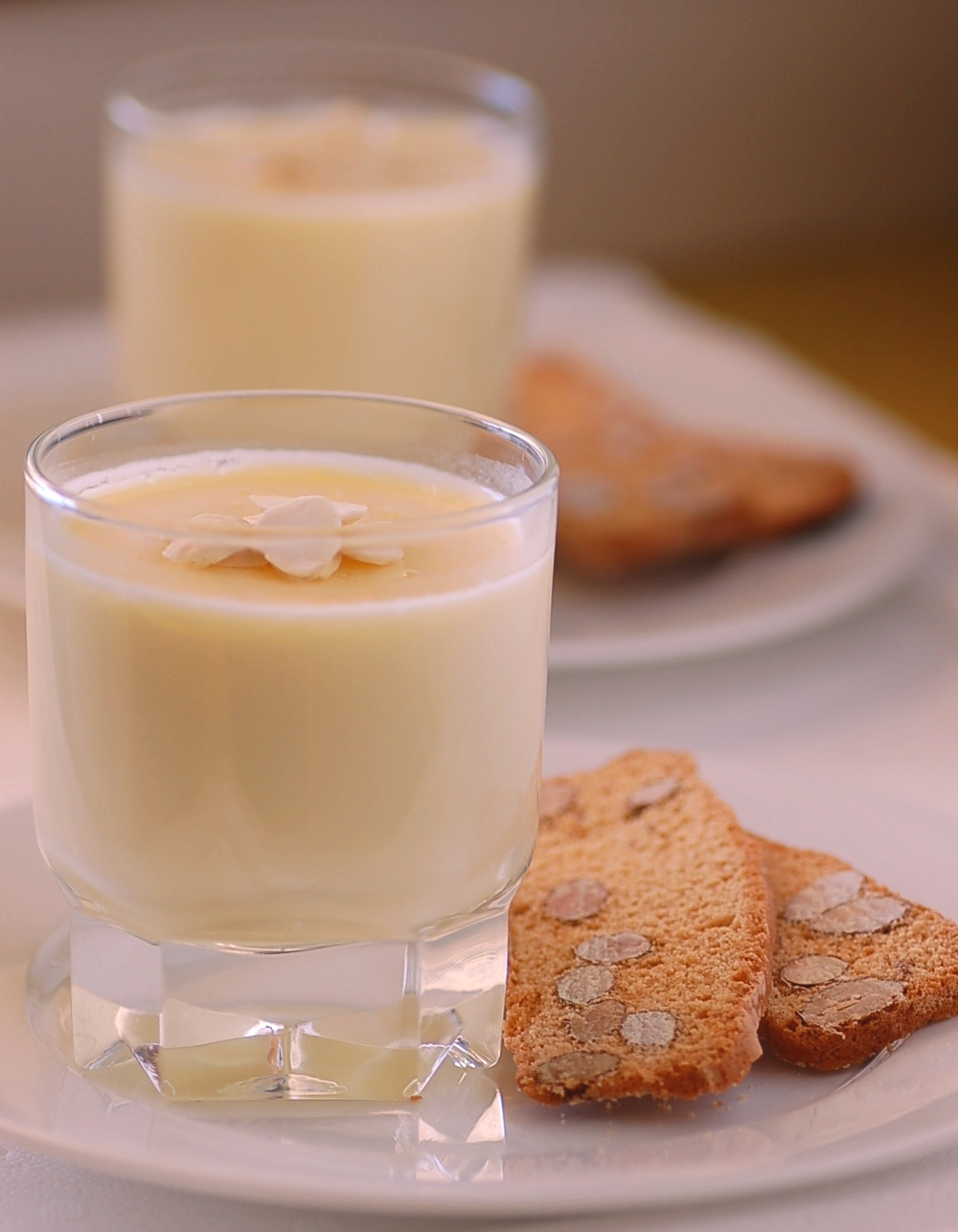
Egy pohár modern citromos posset desszert, mandulás kenyérrel tálalva

Az ital elkészítéséhez a tejet forrásig melegítik, majd borral vagy ale-lel keverték, mely aludttejjé tette, fűszerezés tekintetében szerecsendiót és fahéjat alkalmaztak. 
Különleges gyógyszernek tartották olyan enyhe megbetegedések, mint megfázás esetén, ahogyan a mai ember is forró tejet iszik, hogy segítsen elaludni.  

## Fordítás
Ez a szócikk részben vagy egészben  a   Posset című angol Wikipédia-szócikk fordításán alapul.  Az eredeti cikk szerkesztőit annak laptörténete sorolja fel. Ez a jelzés csupán a megfogalmazás eredetét és a szerzői jogokat jelzi, nem szolgál a cikkben szereplő információk forrásmegjelöléseként.